# Billbergia manarae
Billbergia manarae là một loài thực vật có hoa trong họ Bromeliaceae. Loài này được Steyerm. mô tả khoa học đầu tiên năm 1978.